# نهر برليس
نهر برليس (بالملايوية: Sungai Perlis)‏ هو نهر في برليس في ماليزيا، يمتد النهر على أكثر من 11.8 كيلومترًا، مما يجعله رابع أطول نهر في برليس. بموجب الخطة الماليزية الحادية عشرة، يجري تطوير 11 كيلومتر من النهر وتجميله في المقطع الممتد من كوالا برليس إلى كانجار.